# Artur Índio do Brasil e Silva
Artur Índio do Brasil e Silva (Rio Grande do Sul, 23 de junho de 1856 — 21 de março de 1933) foi um militar e senador do Brasil durante a República Velha (ou Primeira República). Foi agraciado com o título de marquês pela Santa Sé.

## Biografia
Desde 27 de junho de 1888 foi sócio correspondente do Instituto Histórico e Geográfico Brasileiro. Entre 16 de novembro de 1889 e janeiro de 1890, foi chefe de segurança pública do Pará e presidente do conselho de intendência de Belém. Foi deputado à Constituinte Federal em 1890 e um dos signatários da constituição. Foi deputado, almirante e senador. Católico fervoroso e grande benfeitor da Igreja e dos pobres, foi agraciado, em 23 de dezembro de 1925, com o título de marquês pelo papa Pio XI.
Era estudioso de astronomia, tendo sido incumbido pelo imperador Dom Pedro II de estudar a passagem do planeta Vênus pelo disco solar.
Recebeu diversas condecorações, dentre elas:
- Imperial Ordem da Rosa
- Comenda da Ordem de Simão Bolívar, da Colômbia
- Ordem do Tesouro da Felicidade Sagrada, do Japão

## Genealogia
Era filho do capitão Tito Lívio Índio do Brasil, sendo de origem mestiça indígena.
Casou, a primeira vez, com Delfina Índio do Brasil, que faleceu seis meses após as bodas, vítima de tuberculose. Em 23 de janeiro de 1893 casou-se a segunda vez (com oposição da família da noiva), com Clarice Lage Índio do Brasil, nascida a 4 de abril de 1869, filha do comendador Antônio Martins Lage e de Ana Ribeiro Matos. Clarice faleceu assassinada no centro do Rio de Janeiro, em 7 de outubro de 1919.
O marquês não teve filho, porém adotou uma menina, filha de seu cozinheiro chinês, à qual deu o nome de Rute Índio do Brasil, e que casou-se com Adalberto de Oliveira, tendo três filhos: José Artur de Oliveira, Luís Eduardo de Oliveira e a escritora Clarice de Oliveira.